# When You're Mad
When You're Mad è un brano musicale del cantante statunitense Ne-Yo, estratto come terzo singolo dall'album In My Own Words il 28 febbraio 2006.

## Tracce
CD Single
1. When You're Mad (Main)
2. When You're Mad (Instrumental)

12" Vinyl
1. When You're Mad (Main)
2. When You're Mad (Instrumental)
3. So Sick Remix Featuring LL Cool J
4. So Sick Remix (Instumental)

## Classifiche
| Classifica (2006)                    | Posizione più alta |
| ------------------------------------ | ------------------ |
| U.S. Billboard Hot R&B/Hip-Hop Songs | 4                  |
| Stati Uniti                          | 15                 |